# Гимназија „Свети Сава” Пожега
Гимназија „Свети Сава” у Пожеги, основана је 1921. године као Државна четвороразредна нижа реална гимназија. Данашње име гимназија носи од 28. фебруара 1991. године.

## Историја
Од оснивања гимназија је више пута мењала називе и облике организације:
- 1921. — 1929.  – Државна четвороразредна нижа реална гимназија,
- 1933. — 1945.  – Државна грађанска школа,
- 1945. — 1948.  – Нижа реална гимназија,
- 1948. — 1955.  – Непотпуна шесторазредна реална гимназија,
- 1963. — 1965.  – издвојено одељење Гимназије „Миодраг Миловановић Луне” из Ужица,
- 1965. — 1978.  – самостална Гимназија друштвено-језичког и природно-математичког смера,
- 1978. — 1987.  Гимназија се припаја Образовном центру у оквиру природно-техничке струке и струке у области јавног информисања,
- 1987. — 1990.  У оквиру Образовног центра по два одељења природно-математичког смера и културолошко-језичке струке,
- септембра 1990. године отворена је Гимназија друштвено-језичког и природно–математичког смера,

## Организација рада
Основна делатност Гимназије „Свети Сава” је настава, а њен највећи део се одвија кроз три вида: редовну наставу, додатну и факултативну наставу.
Гимназија ради у сменама са Техничком школом, користећи заједнички простор. Редовна настава се одвија у кабинетима по разредима, одељењима и групама, а по устаљеном распореду часова. Гимназију похађа више од 450 ученика из општина: Пожега, Лучани, Косјерић, Ариље и Ужице.

## Гимназија данас
Школа располаже модерном и добро очуваном зградом са 15 учионица, два кабинета за информатику, једном специјализованом учионицом, библиотеком, фискултурном салом, канцеларијама и другим помоћним просторијама. Кабинети су опремљени по нормативима, са већим бројем наставних и аудио-визуелних средстава која се користе у настави. Гимназија поседује спортске терене за кошарку, рукомет, мали фудбал и тенис.

### Гимфест
Гимфест је фестивал науке и уметности у организацији Гимназије „Свети Сава”. Одржава се сваке године почетком марта у просторијама гимназије. Настао је 2009. године уз подршку Министарства омладине и спорта и Европског покрета у Србији, а по угледу на сличне фестивале (првенствено Фестивал науке у Београду), са циљем популаризације науке и уметности. На фестивалу учествује преко 200 демонстратора на око 30 штандова на којима се промовише наука и уметност.

### Ученички парламент
Ученички парламент Гимназије „Свети Сава” основан је 2003. године и до сада је организовао низ успешних акција чији су иницијатори пре свега били ученици. То је организација коју чине по два представника сваког одељења, тако да укупно броји 32 члана.